# Луговое (Житомирская область)
Луговое (укр. Лугове) — посёлок, входит в Олевский район Житомирской области Украины.
Население по переписи 2001 года составляло 38 человек. Почтовый индекс — 11035. Телефонный код — 4135. Занимает площадь 1,52 км². Код КОАТУУ — 1824484004.

## Местный совет
11040, Житомирська обл., Олевський р-н, с. Кишин, вул. Леніна,55